# Emek ha-Arazim
Emek ha-Arazim (hebrejsky עמק הארזים) je údolí v Izraeli.

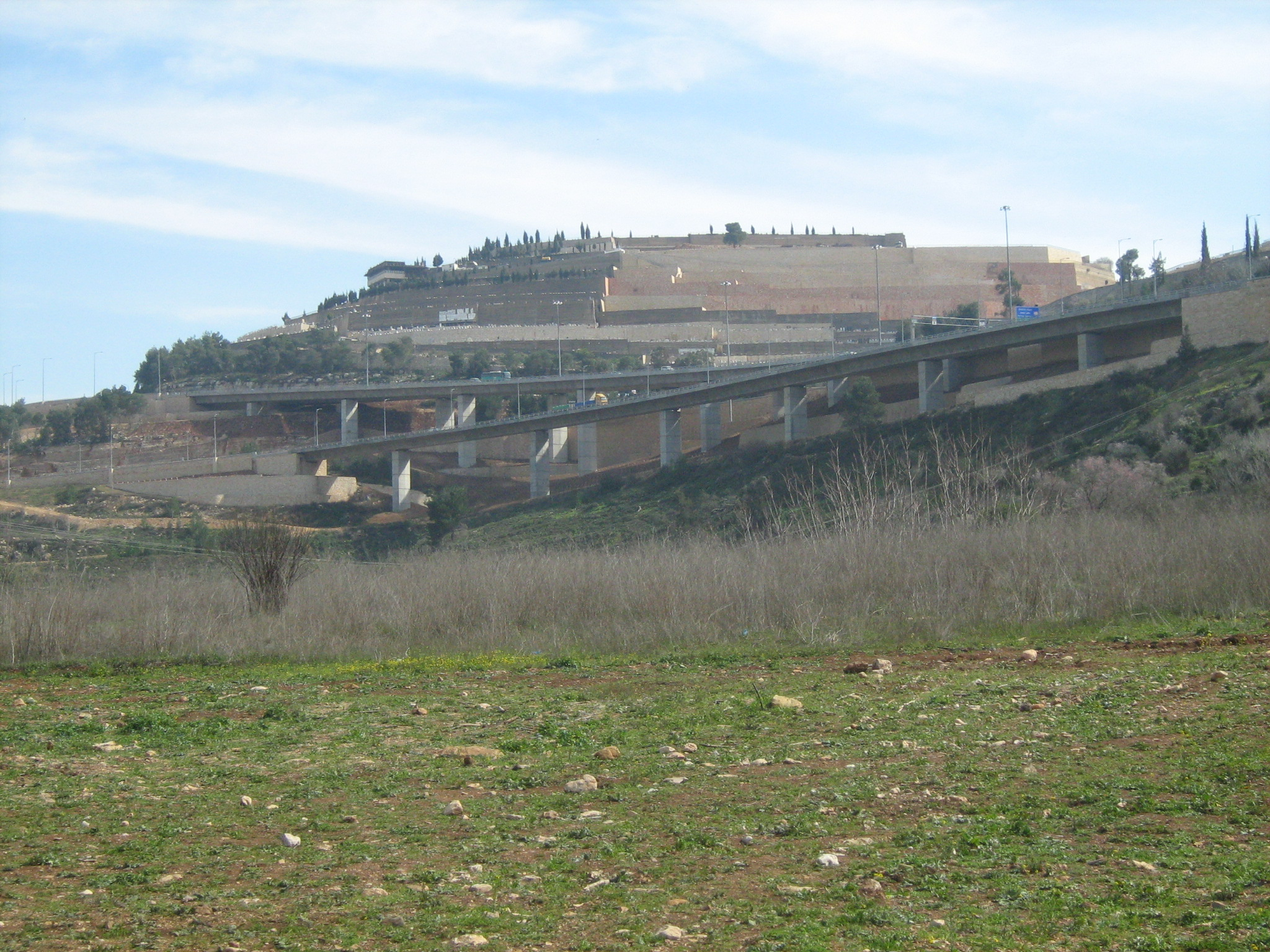
Údolí Emek ha-Arazim, v pozadí Dálnice číslo 1 a vrch Har ha-Menuchot

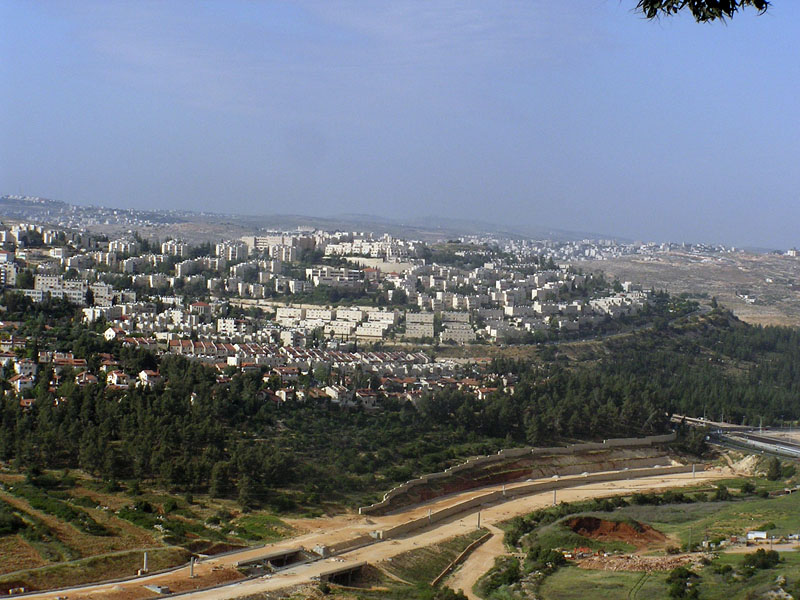
V popředí údolí Emek ha-Arazim, v pozadí zástavba Jeruzaléma

Nachází se na severozápadním okraji Jeruzaléma v Judských horách, v nadmořské výšce přes 550 metrů. Má podobu nevelké sníženiny, kterou prochází potok Sorek, do kterého zde ústí od severu vádí Nachal Luz a od západu Nachal Chalilim. Vyvěrají tu četné prameny, zejména Ejn Telem. Dno údolí má původní charakter venkovské krajiny, po jižním okraji sníženiny ale prochází těleso dálnice číslo 1. Na jihovýchodě se zvedá vrch Har ha-Menuchot s velkým hřbitovním areálem. Na západě stojí na kopcích nad údolím město Mevaseret Cijon. Nedaleko od severního okraje údolí probíhá Zelená linie oddělující Západní břeh Jordánu a palestinskou vesnici Bajt Iksa.
V 2. dekádě 21. století proběhla napříč údolím výstavba vysokorychlostní železniční tratě Tel Aviv – Jeruzalém s mostem přes údolí ha-Arazim, který drží celostátní výškový rekord (téměř 100 metrů).